# دختر رؤیاهای من (ترانه جوس ورلد و شوگا)
«دختر رؤیاهای من» (انگلیسی: Girl of My Dreams) ترانه‌ای از رپر آمریکایی جوس ورلد و خواننده اهل کره جنوبی، شوگا از بی‌تی‌اس است. این ترانه به عنوان یک تک‌آهنگ دیجیتال استنداِلون در ۱۰ دسامبر ۲۰۲۱ منتشر شد و اولین تک‌آهنگ تبلیغاتی از چهارمین آلبوم جوس ورلد بود. این ترانه دومین همکاری بین جوس ورلد و شوگا به‌شمار می‌رود و قبلاً در تک‌آهنگ «تمام شب» از آلبوم موسیقی متن دنیای بی‌تی‌اس: موسیقی متن اصلی (۲۰۱۹) همکاری کرده بودند.

## جدول‌های موسیقی
| جدول (۲۰۲۱–۲۰۲۲)                                    | بالاترین جایگاه |
| --------------------------------------------------- | --------------- |
| استرالیا (ای‌آرآی‌ای)                                 | ۸۴              |
| ترانه‌های هیپ هاپ/آراندبی استرالیا (ای‌آرآی‌ای)        | ۲۲              |
| کانادا (۱۰۰ تک‌آهنگ داغ کانادا)                      | ۵۶              |
| ۲۰۰ آهنگ جهانی (بیلبورد)                            | ۳۷              |
| یونان (آی‌اف‌پی‌آی)                                    | ۷۶              |
| مجارستان (۴۰ تک‌آهنگ برتر)                           | ۱۰              |
| ایرلند (آی‌آرام‌ای)                                   | ۶۸              |
| لیتوانی (ای‌جی‌ای‌تی‌ای)                                | ۵۵              |
| تک‌آهنگ‌های داغ نیوزیلند (آرام‌ان‌زی)                   | ۳               |
| پرتغال (ای‌اف‌پی)                                     | ۹۰              |
| بیلبورد هات ۱۰۰ ایالات متحده                        | ۲۹              |
| ترانه‌های داغ آراندبی/هیپ-هاپ ایالات متحده (بیلبورد) | ۳               |
| ویتنام (ویتنام هات ۱۰۰)                             | ۳۸              |

### جدول‌های پایان سال
| جدول (۲۰۲۲)                                  | جایگاه |
| -------------------------------------------- | ------ |
| فروش ترانه‌های دیجیتال ایالات متحده (بیلبورد) | ۶۱     |

## گواهی‌نامه‌ها
| منطقه                                   | گواهی | واحد گواهی‌شده/فروش |
| --------------------------------------- | ----- | ------------------ |
| برزیل (پرو موزیکا برزیل)                | Gold  | ۲۰٬۰۰۰             |
| رقم فروش+پخش جاری تنها بر پایهٔ گواهی‌ها. |       |                    |

## تاریخچه انتشار
| منطقه | تاریخ          | فرمت                  | ناشر              | منابع |
| ----- | -------------- | --------------------- | ----------------- | ----- |
| مختلف | ۱۰ دسامبر ۲۰۲۱ | دانلود دیجیتال استریم | گرید اِی اینترسکوپ | [ ۲ ] |